# Brachioteuthidae
Famille
Brachioteuthidae est une famille de calmars (mollusques céphalopodes décapodes).

## Liste des genres
Selon World Register of Marine Species (16 mai 2016) :
- genre Brachioteuthis Verrill, 1881
  - espèce Brachioteuthis beani Verrill, 1881
  - espèce Brachioteuthis behni (Steenstrup, 1882)
  - espèce Brachioteuthis bowmani Russell, 1909
  - espèce Brachioteuthis linkovskyi Lipinski, 2001
  - espèce Brachioteuthis picta Chun, 1910
  - espèce Brachioteuthis riisei (Steenstrup, 1882)
- genre Slosarczykovia Lipinski, 2001
  - espèce Slosarczykovia circumantarctica Lipinski, 2001

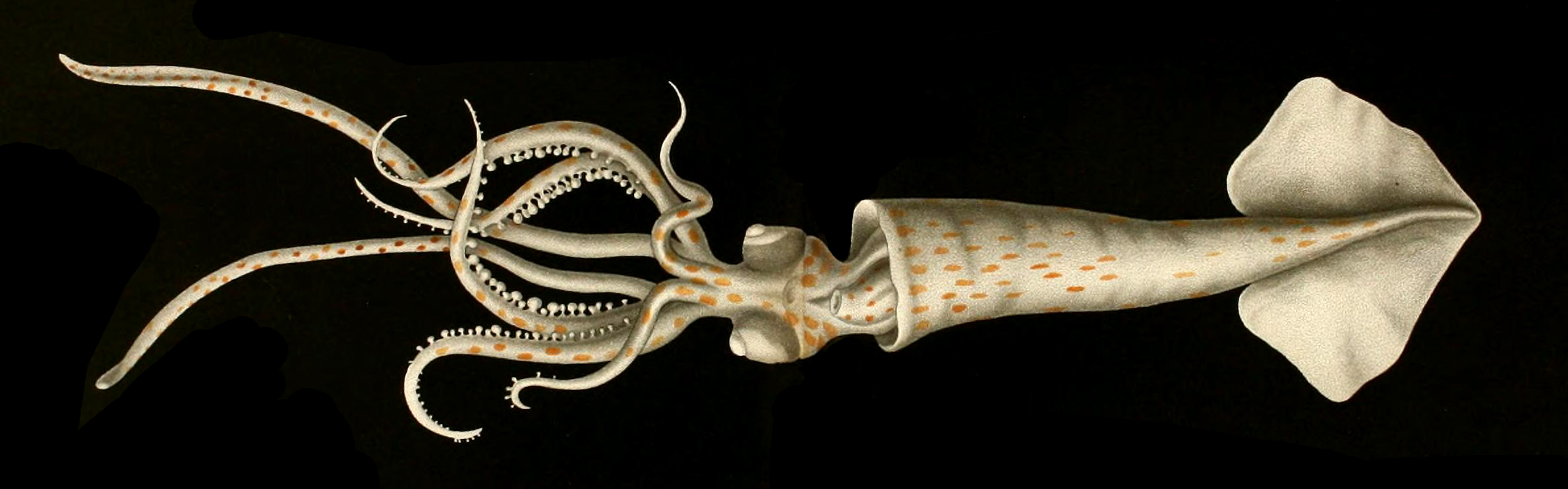
Brachioteuthis riisei
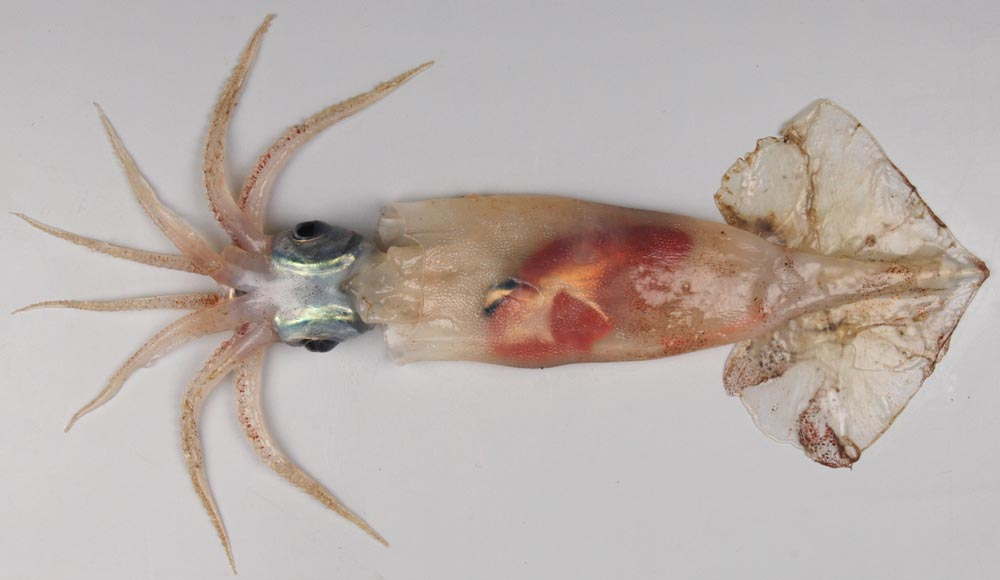
Slosarczykovia circumantarctica